# Cambo-les-Bains
Cambo-les-Bains (en euskera, Kanbo) es una comuna francesa situada en el departamento de Pirineos Atlánticos, en la región de Nueva Aquitania. 
La localidad es conocida por su suave clima y sus termas, que ofrecen tratamientos para diversas enfermedades.
Un museo está dedicado a Edmond Rostand, autor de Cyrano de Bergerac. Está situado en la mansión Villa Arnaga, donde el escritor llegó a residir.
Es también la localidad donde falleció Isaac Albéniz, compositor español del siglo XIX.
Por la zona discurre el río Nive, afluente del Adur. La comuna limita con Halsou, Larressore, Itxassou, Louhossoa, Macaye y Hasparren.
Es una de las comunas productoras de la AOC Piment d'Espelette-Ezpeletako Biperra.

## Heráldica
En campo de azur, un león rampante, de oro, y bordura componada de gules y oro.

## Demografía
| Gráfica de evolución demográfica de Cambo-les-Bains entre 1800 y 2021 |
|                                                                       |

Fuentes: Ldh/EHESS/Cassini e INSEE.

## Museo Edmond Rostand
En la localidad hay un museo dedicado a Edmond Rostand, una de las figuras representativas de la literatura francesa de finales del siglo XIX, autor de la célebre obra teatral Cyrano de Bergerac.
El museo ocupa la Villa Arnaga, una gran mansión de estilo neovasco diseñada por el arquitecto Joseph-Albert Tournaire entre 1903 y 1906 según los deseos del autor. Rostand, que llegó a Cambo-les-Bains para seguir un tratamiento contra la pleuresía, decidió establecer su residencia en la mansión entre 1906 y 1918, período durante el cual escribió la pieza teatral Chantecler. El mismo Edmond Rostand diseñó los interiores de la mansión como un suntuoso decorado de teatro, con la ayuda de numerosos decoradores, coloristas, pintores, artistas, etc.
El museo está rodeado de un gran jardín en estilo francés dotado de una pérgola cuya silueta que ve reflejada en las aguas del estanque. En el lado oeste se extiende una pradera de flores, que desde entonces se ha convertido en un jardín "inglés".
En 1960 el ayuntamiento decidió la compra del edificio para dedicarlo al Museo Edmond Rostand. El actor Gérard Depardieu donó la estatuilla del premio César al mejor actor de 1991, con el que había sido galardonado por su interpretación en el filme Cyrano de Bergerac. La residencia está catalogada como monumento histórico de Francia.

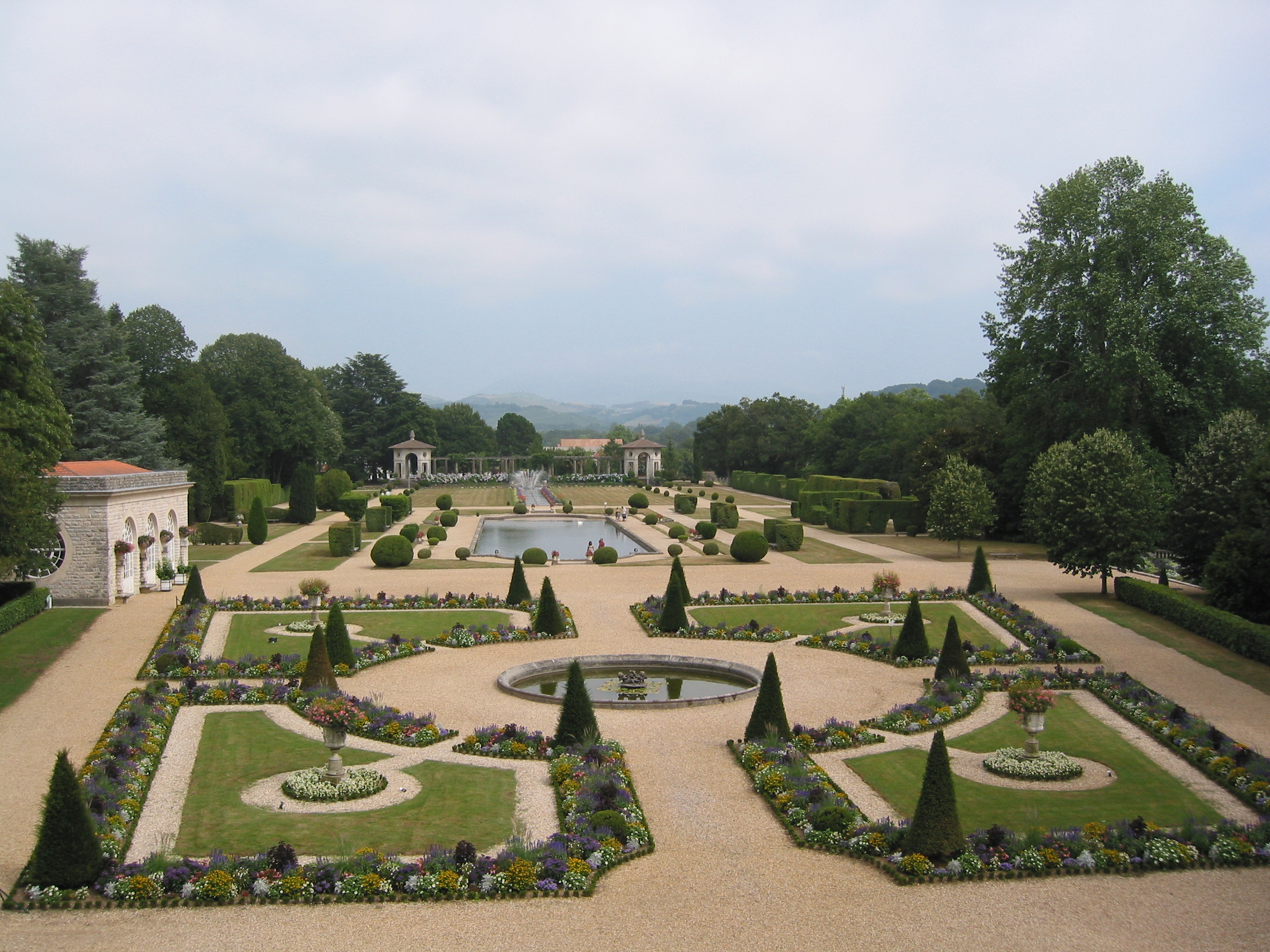
Museo Edmond Rostand. Vista del jardín francés

## Termas de Cambo-les-Bains
La comuna alberga una estación termal que se ha especializado en el tratamiento de enfermedades reumáticas y de las vías respiratorias. El edificio termal es de estilo art déco y está rodeado de un parque de 12 hectáreas.

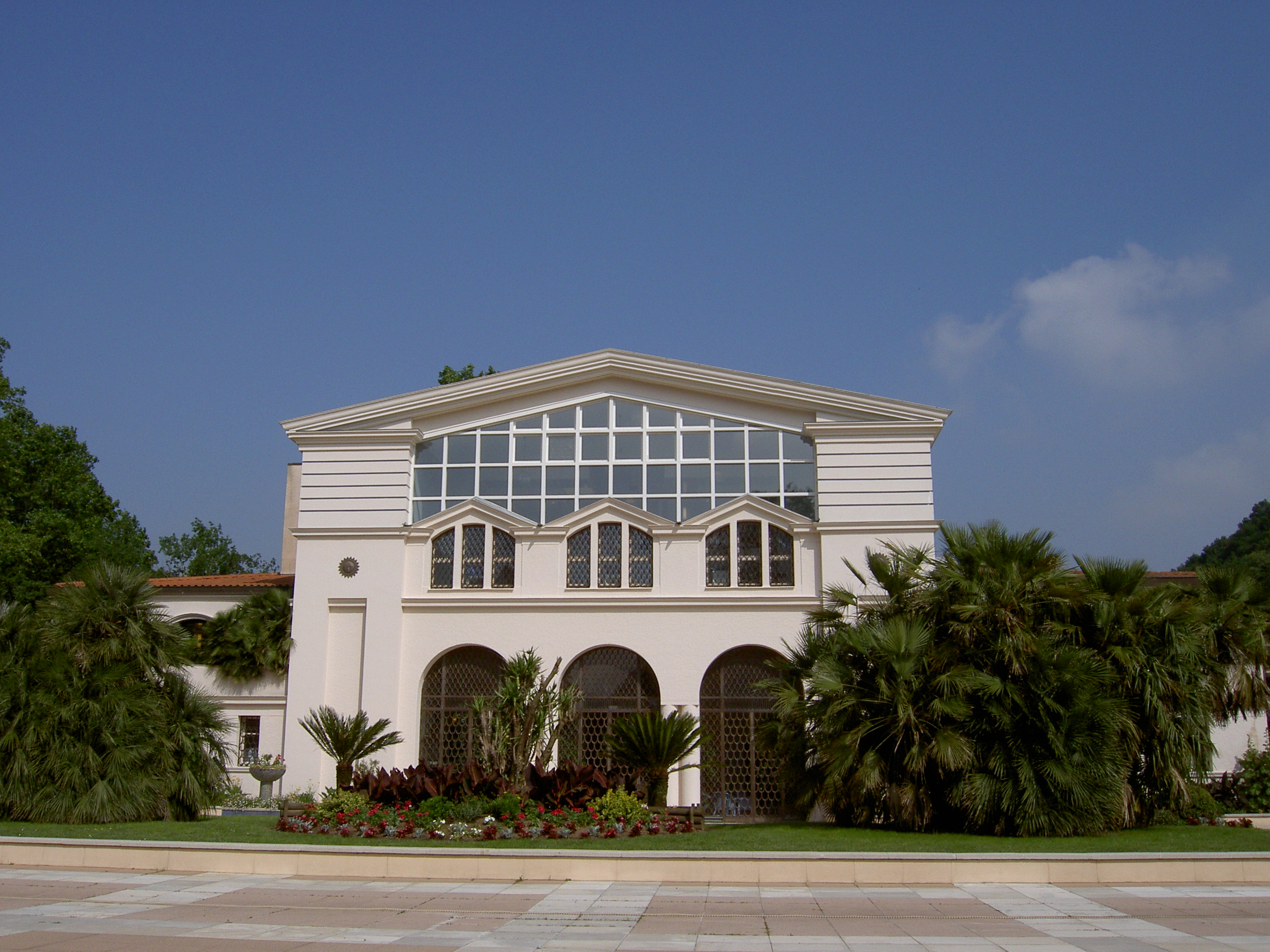
Edificio principal de las Termas de Cambo-les-Bains
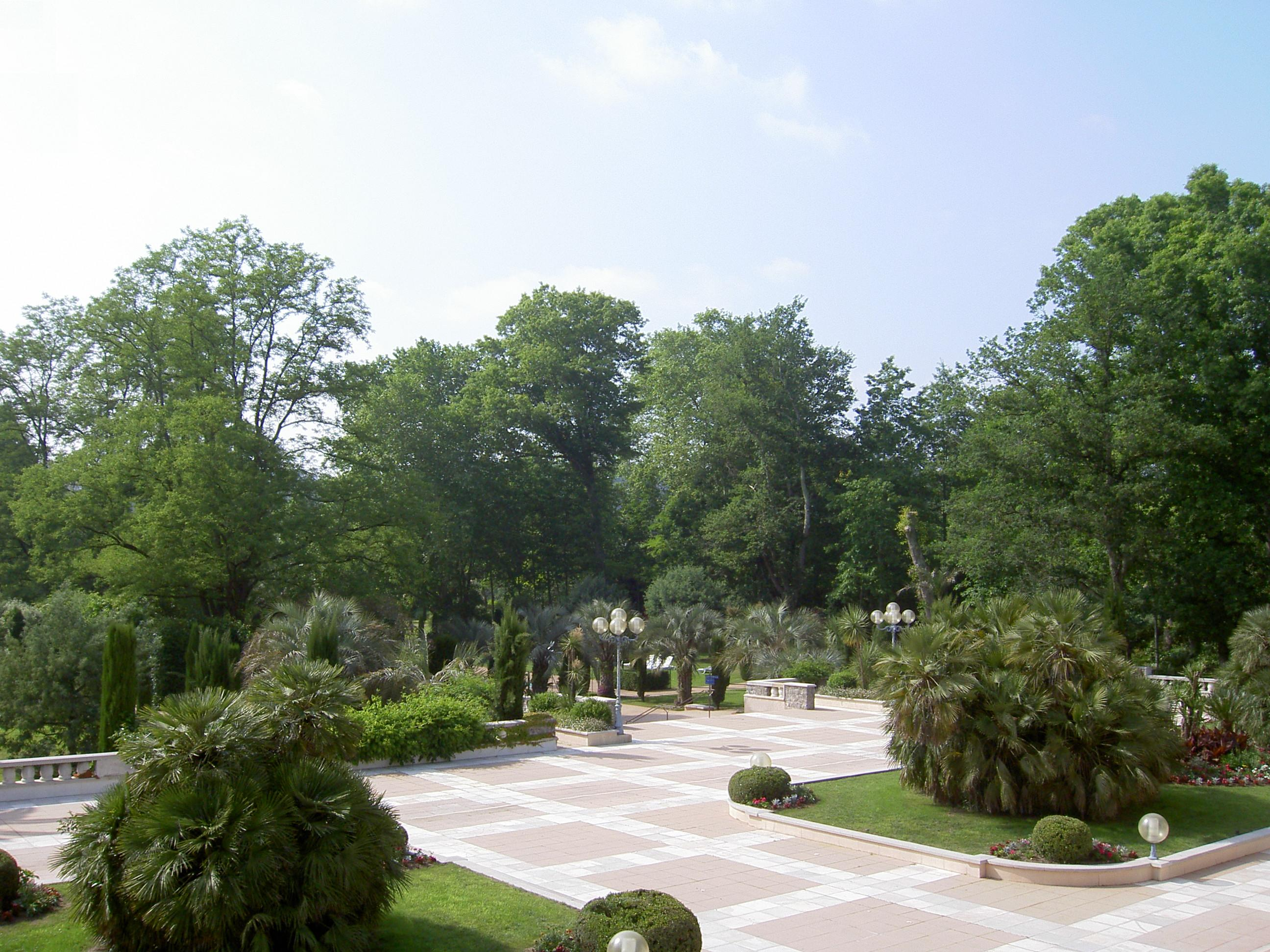
Jardines

## Personalidades destacadas
Cambo-les-Bains es la localidad natal de Joseph Apesteguy, conocido como "Chiquito de Cambo", pelotari campeón de Francia.
El médico Michel Labéguerie, cantautor impulsor del resurgimiento cultural vasco e importante figura del nacionalismo vasco, fue elegido alcalde de Cambo-les-Bains durante tres legislaturas, desde 1965 hasta 1977, además de diputado en la Asamblea Nacional de Francia en 1962 y miembro del Senado de Francia en 1974.
Han fallecido en Cambo-les-Bains personalidades como: 
- Sebastián Durón, compositor español, el 3 de agosto de 1716.
- Charles Denis Bourbaki, general francés, el 27 de septiembre de 1897.
- Isaac Albéniz, pianista y compositor español, el 18 de mayo de 1909
- Eugène Rostand, abogado y economista, padre de Edmond Rostand, el 20 de enero de 1915
- La baronesa de Vaughan, amante del rey de Bélgica, el 12 de febrero de 1948
- Paul Gadenne, escritor, el 1 de mayo de 1956
- Georges Bidault, político francés, presidente del Conseil entre 1949 y 1950, el 25 de enero de 1983.

## Localidades hermanadas
- Deva, Guipúzcoa ( España)
- Dolores ( Argentina)